# Neacomys minutus
Neacomys minutus is een knaagdier uit het geslacht Neacomys dat voorkomt langs de Rio Juruá in Amazonas (West-Brazilië). De soortaanduiding minutus (Latijn voor "klein") verwijst naar de kleine grootte van deze soort. N. minutus lijkt morfologisch sterk op populaties uit Oost-Ecuador en Noord-Peru, maar verschilt genetisch zeer sterk van die populaties. Binnen de verspreiding van deze soort zijn twee groepen te onderscheiden: één uit de lagere delen van de Rio Juruá en één uit het centrale deel. De twee groepen verschillen genetisch vrij veel, maar zijn morfologisch ternauwernood te onderscheiden.
N. minutus is een kleine Neacomys-soort met een lange staart, een donkeroranje rug, korte oren, een kleine schedel, 35 of 36 chromosomen en een FN van 40. Er zijn zowel tijdens het droge als tijdens het natte seizoen zwangere vrouwtjes gevangen, dus de voortplanting gaat waarschijnlijk het hele jaar door. Zelfs dieren met een nog niet helemaal volwassen vacht waren al in staat tot voortplanting, wat suggereert dat de voortplanting op jonge leeftijd begint.